# سابوتا بيضاء

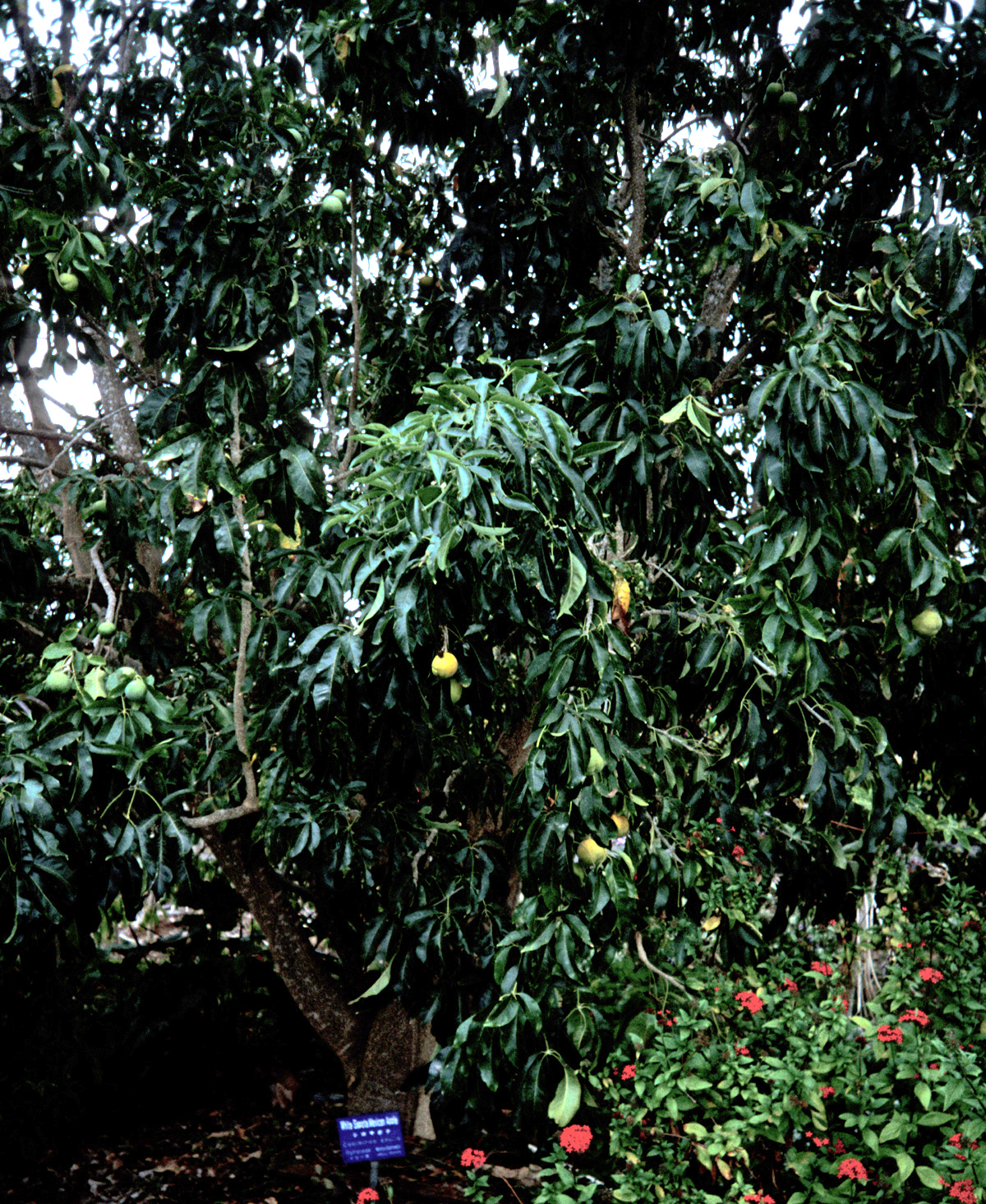

سابوتا بيضاء (الاسم العلمي: Casimiroa  edulis)، هو نبات ينتمي إلى سذابية (فصيلة: Rutaceae).
مِن الأشجار الاستوائية وموطنها الأصلي المكسيك وأمريكا الوسطى وتنمو بنجاح في المناطق الاستوائية وتحت الاستوائية (خاصة المرتفعة)، وَثِمَارها من الفواكه المشهورة بِالمكسيك.